# گل‌های رز (نقاشی)
گل‌های رز نقاشی است از پیدر سورین کرویر نقاش اهل دانمارک که در سال ۱۸۹۳ میلادی نقاشی شده است. پیدر سورین کرویر از نقاشان گروه نقاشان اسکاگن بود. نقاشی ماری کرویر همسر پیدر سورین کرویر را در حال مطالعه و نشسته بر روی یک صندلی در کنار سگی خوابیده نمایش می دهد. در جلوی نگاره هم بوته بزرگی از گل رز نقش بسته است. ابعاد نقاشی ۶۷/۵ در ۷۶/۵ می باشد.